# Extra EA-500
Die Extra EA-500 ist ein einmotoriges turbopropgetriebenes Reise- und Geschäftsflugzeug, das von der Extra Flugzeugproduktions- und Vertriebs GmbH, die sich am Flugplatz Dinslaken/Schwarze Heide im nordrhein-westfälischen Hünxe befindet, entwickelt wurde. Die Patentrechte wurden nach China verkauft.

## Geschichte
Der Prototyp der EA-500 hatte im Jahr 2002 seinen Erstflug und wurde 2004 zugelassen. Die Serienfertigung wurde Anfang 2009 aufgenommen. Die EA-500 basiert auf der Extra 400 mit Kolbenmotor, wird aber stattdessen durch eine Wellenturbine angetrieben. Das Flugzeug ist ein Schulterdecker mit Einziehfahrwerk und hat als einziges seiner Klasse eine komplett aus kohlenstofffaserverstärktem Kunststoff gefertigte Kabine. Sie bietet Platz für bis zu sechs Personen inklusive Pilot. Konstruiert und entwickelt wurde die Extra 500 vom deutschen Flugzeugkonstrukteur und ehemaligen Kunstflugweltmeister Walter Extra. Sie ist mit modernen Mehrfach-Anzeigeinstrumenten – dem sogenannten „Glascockpit“ – und einer Druckkabine ausgestattet. Die maximale Reichweite beträgt 2966 Kilometer.
Nachdem in einem Zeitraum von vier Jahren nur knapp 30 Flugzeuge verkauft werden konnten, wurden 2013 die Patentrechte an die chinesische Firma Jiangsu A-Star verkauft. Diese will an einem eigenen Produktionsstandort nahe Shanghai den Bau weiterführen.

## Technische Daten
Angetrieben wird das Flugzeug von einem Rolls-Royce 250-B17F/2-Triebwerk mit 450 Wellen-PS, das aus dem Hubschrauberbereich bekannt ist, und einem fünfblättrigen Propeller. Der Haupttank fasst 468 Liter und der Zusatztank 212 Liter, wobei insgesamt 652 Liter nutzbar sind.
| Kenngröße             | Daten                                                  |
| --------------------- | ------------------------------------------------------ |
| Besatzung             |                                                        |
| Passagiere            |                                                        |
| Länge                 | 10,10 m                                                |
| Spannweite            | 11,70 m                                                |
| Höhe                  | 3,40 m                                                 |
| Flügelfläche          |                                                        |
| Flügelstreckung       |                                                        |
| Leermasse             | 1445 kg                                                |
| max. Startmasse       | 2130 kg                                                |
| Reisegeschwindigkeit  | 348 km/h (VNO)                                         |
| Höchstgeschwindigkeit | 383 km/h (VNE)                                         |
| Dienstgipfelhöhe      | 7620 m                                                 |
| max. Reichweite       | 2966 km                                                |
| Triebwerke            | ein Rolls-Royce 250-B17F/2-Triebwerk mit 450 Wellen-PS |
| Preis                 | 1,4 Millionen Euro                                     |

Die technischen Daten basieren auf Herstellerangaben und EASA-Daten.

## Vergleichbare Typen
- Socata TBM 850
- Piper PA-46
- Pilatus PC-12